# Six Weeks
Six Weeks es una variedad cultivar de ciruelo (Prunus salicina), de las denominadas ciruelas japonesas (aunque las ciruelas japonesas en realidad tienen su ancestros en China, fueron llevadas a los EE. UU. a través de variedades ya obtenidas en Japón en el siglo XIX).
Una variedad que crio y desarrolló, nombrandola e introduciendola por J. S. Kerr de Texas, siendo un híbrido de resultado del cruce de 'Abundance' X 'Chicasaw plum'. Las frutas son de tamaño grande, piel firme con un amarillo teñido de rojo carmín atractivo, sutura poco profunda, tienen una pulpa de color amarillo infusionado de rojo carmín, con textura firme, jugosa, suave, sabor muy agradable y dulce, con una combinación única de dulzura y acidez.

## Sinonimia
- "Early Six Weeks".

## Historia
Las denominadas ciruelas japonesas con base de Prunus salicina son variedades de ciruela, que fueron traídas desde Japón (aunque sus ancestros son ciruelas oriundas de China) fueron desarrolladas y cultivadas en Estados Unidos por primera vez en el jardín del famoso horticultor Luther Burbank en Santa Rosa (California) a finales de la década de 1890. Burbank realizaba investigaciones en su jardín personal y era considerado un artista del fitomejoramiento, que intentaba muchos cruces diferentes mientras registraba poca información sobre cada experimento.
La ciruela 'Six Weeks' fue obtenida, nombrada e introducida por J. S. Kerr de Texas; siendo como "Parental Madre" una de las denominadas ciruelas japonesas desarrolladas por Luther Burbank 'Abundance' x polen de la variedad nativa americana 'Chicasaw plum' como el "Parental Padre". La variedad 'Six Weeks' fue introducida comercialmente en 1910.
La ciruela 'Six Weeks' ha sido descrita por : 1. Kerr Cat. 10. 1901-2. 2. Tex. Nur. Cat. 8. 1907. 3. Tex. Dept. Agr. Bul. 12:102. 1910.

## Características
'Six Weeks' árbol que crece erguido, de crecimiento rápido, se asemeja más a la variedad nativa que a la Prunus salicina. Es un árbol de crecimiento vigoroso, resistente y adaptable, con una fuerte resistencia a diversas condiciones ambientales, el ciruelo de seis semanas prospera en diversos climas, lo que garantiza rendimientos fructíferos y lo convierte en una opción confiable para cualquier jardín. El ciruelo tiene crecimiento rápido y cosecha temprana, las ciruelas de "seis semanas" son conocidas por su rápida maduración, produciendo deliciosas frutas solo seis semanas después de la floración, muy indicadas para aquellos hortelanos que quieren disfrutar de ciruelas cultivadas en casa a principios de la temporada.
'Six Weeks' tiene una talla de fruto grande, de forma oblonga, ligeramente asimétrica, el fruto de la ciruela 'Six Weeks' tiene piel firme con un color amarillo teñido de rojo carmín atractivo, sutura poco profunda, y ápice ligeramente puntiagudo, cavidad medianamente poco profunda, abruptamente redondeada; pulpa de color amarillo infusionado de rojo carmín en toda su pulpa, con textura firme, jugosa, suave, sabor muy agradable y dulce, con una combinación única de dulzura y acidez, lo que las hace ideales para comer frescas, cocinar o conservar, satisfaciendo tanto a los comensales ocasionales como a los entusiastas culinarios.
Hueso semi adherente a no adherente, pequeño, abombado, casi lisa, asimétrico, con apéndice muy alargado.
Su tiempo de recogida de cosecha se inicia en su maduración en la segunda y tercera decena de agosto. Las ciruelas 'Six Weeks' son firmes cuando están maduras, y como la mayoría de las frutas de hueso, no se conserva por mucho tiempo.

## Usos
Las ciruelas 'Six Weeks' son buenas en fresco para comer directamente del árbol, calidad de primera, también muy buenas en postres de cocina como tartas y pasteles, y se  utilizan comúnmente para hacer conservas y mermeladas.
La 'Six Weeks' se cultiva ampliamente en muchos estados desde Texas a Oklahoma hacia el norte hasta Canadá.